# Бебутова, Ольга Михайловна
Ольга Михайловна (Георгиевна) Бебутова (урождённая Данилова, в первом браке княгиня Бебутова, сценические псевдонимы Гуриелли, Гурская; 1879—1952) — прозаик, актриса.

## Биография
В 1899 году выступила на сцене Театра Литературно-художественного общества (пользовалась покровительством В. П. Буренина), в Александринском театре (1901―1903), в Народном доме (1906), в Театре Литературно-художественного общества (1909―1914). Сценической популярности Бебутовой в немалой степени способствовали ее внешние данные (приз на Всероссийском конкурсе красоты в 1906 году) и постоянно сопутствующая ей атмосфера скандала и мистификации (каковой, возможно, является и постоянное использование двух отчеств). Актёрская карьера Бебутовой описана в её романе «Страсть и душа» (София, 1925), где под собственными именами выведены А. С. Суворин, В. П. Буренин, Б. С. Глаголин и др. Как «сенсационную быль наших дней» рассказывает граф Амори о «графине-артистке» (одноимённый роман, 1916), списанной частично с Бебутовой.
Будучи замужем за графом М. А. Соллогубом (с 1903), под именем графини Соллогуб издаёт газету «Театр и спорт», где печатает произведения княгини Бебутовой и театральную хронику об актрисе Гуриелли. С начала 1900-х гг. её рассказы и повести появляются в «Вестнике всемирной литературы», в газете «Петербургский листок» (театральные рецензии под псевдонимом Чайка), которую издавал третий муж Бебутовой ― Н. А. Скроботов, «Тифлисский листок» и др. С 1915 года выступает в роли антрепренёра, гастролируя по российской провинции.
В романе «Декабристы» (1906) Бебутова с явной симпатией зарисовала Рылеева и Пестеля и всех участников движения. Романы Бебутовой (свыше 30), чаще всего печатавшиеся в газетах (иногда - одновременно в нескольких: в 1913 в газете «Свет» ― роман «Под гипнозом», в «Петербургском листке» ― «Наш Вавилон»), походили на развёрнутую скандальную хронику, где ложнодраматические ситуации и переживание дам полусвета, разорившихся князей, аферистов и прочих подобных персонажей представлены в обрамлении реальных примет истории, отвечающих установке на мнимую «узнаваемость», «достоверность». А. И. Куприн иронизировал над «низами» читающей публики, которые «бросаются жадно … и на Бебутову». Некоторые романы Бебутовой инсценировались: пьеса «Лидия Гальм» (издана и поставлена ― Симферополь, 1910). По сценарию Бебутовой, в основу которого она положила свою пьесу «Дочь падшей», в 1915 году был снят фильм.
Вскоре после Октябрьской революции эмигрировала, печаталась, главным образом в Риге: романы «Муки страсти», «Пути к карьере» (оба ― 1930), «Вампир. Роман из петербургской жизни» (кн. 1―3, 1934) и др. Последние годы жила в нищете.